# Tripolitania

Mapa de las tres regiones de Libia.

Tripolitania o Tripolitana (que en latín significa «el país de las tres ciudades», de donde procede el nombre actual: en árabe, طرابلس; trans., Tarābulus) es una región histórica cultural del Magreb, que corresponde actualmente a Libia occidental, centrada en la ciudad costera de Trípoli.
La región fue originalmente habitada por la etnia bereber. En el siglo VII a. C. los fenicios instalaron colonias a lo largo de la costa, siendo la más prospera la ciudad de Leptis Magna, que más tarde pasaría a estar bajo el control de Cartago. Los numidios, aprovechando la derrota de los cartagineses por los romanos, la invadieron y capturaron el 146 a. C. Los romanos llegaron un siglo más tarde, haciendo de Tripolitania una próspera región dentro de la Libia romana. Los vándalos asumieron el control de la región en 435 y en el siglo VI fueron suplantados por el Imperio bizantino.

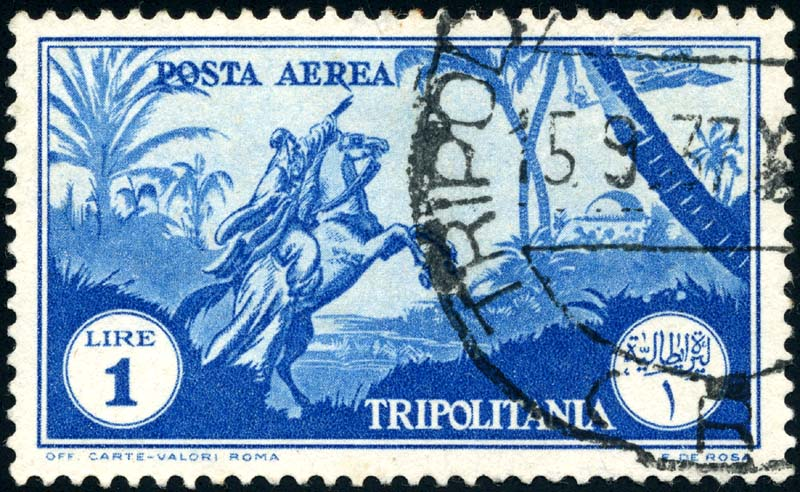
Sello del correo aéreo de 1 lira. Representa a un jinete árabe señalando un aeroplano en lo alto. Fue utilizado en 1937.

Los árabes se hicieron con su control en el siglo VII y se mantuvo así,  exceptuando el breve dominio de Carlos V desde 1510 sobre la plaza de Trípoli. Esa situación se prolongó hasta el año 1553, cuando los turcos otomanos les sucedieron manteniendo la región como valiato de Tripolitania (que incluía también parte de la Cirenaica y del Fezán) hasta 1911, cuando los italianos la capturaron durante la guerra ítalo-turca. Al final de la guerra, en octubre de 1912, Turquía cedió Cirenaica y Trípoli (que se rebautizó como Tripolitania) a Italia. En 1934, Italia unió ambos territorios en la colonia italiana de Libia.
Italia le concedió oficialmente la autonomía a Tripolitania después de la guerra, pero ocupó gradualmente la región. Administrada originalmente como una sola colonia, Tripolitania fue una única colonia desde el 26 de junio de 1927 hasta el 3 de diciembre de 1934 cuando pasó a formar parte de Libia.
Durante la Segunda Guerra Mundial fue ocupada por los aliados y hasta 1947 Tripolitania y Cirenaica fueron administrados por el Reino Unido;  Italia renunció formalmente ese mismo año a su demanda sobre el territorio.

## Jefes coloniales de Tripolitania
(Los datos en cursiva indican continuidad en el cargo)
| Fecha                                           | Titular                                                                         | Notas                                   |
| ----------------------------------------------- | ------------------------------------------------------------------------------- | --------------------------------------- |
| 1911                                            | Gobierno independiente                                                          | En rebelión contra la soberanía otomana |
| 3 de octubre de 1911                            | Ocupación italiana                                                              |                                         |
| 1911 a marzo de 1913                            | Sulaiman al-Barouni (o Sulayman ibn ‘Abd Allah al-Baruni), jefe de Tripolitania |                                         |
| 16 de noviembre de 1918                         | República de Tripolitania                                                       |                                         |
| 16 de noviembre de 1918 hasta noviembre de 1920 | Ahmad Tahir al-Murayyid, presidente del consejo de la república                 |                                         |
| 18 de mayo de 1919                              | Bajo dominio colonial italiano                                                  |                                         |
| Noviembre de 1920 hasta 1923                    | Ahmad Tahir al-Murayyid, presidente de la reforma central                       |                                         |
| 12 de noviembre de 1922                         | Es anexionada por Italia                                                        |                                         |
| Octubre de 1911                                 | Raffaele Borea Ricci d'Olmo, gobernador                                         |                                         |
| 11 de octubre de 1911 hasta 1912                | Carlo Francesco Giovanni Battista Caneva, gobernador                            |                                         |
| De 1912 a 1913                                  | Ottavio Ragni, gobernador                                                       |                                         |
| 2 de junio de 1913 hasta 1914                   | Vincenzo Garioni, goberndor                                                     |                                         |
| 1914 a 1915                                     | Luigi Druetti, gobernador                                                       |                                         |
| 1915 a 1915                                     | Iulio Cesare Tassoni, gobernador                                                |                                         |
| 1915 a 1918                                     | Giovanni Battista Ameglio, gobernador                                           |                                         |
| 6 de julio de 1920 hasta julio de 1921          | Luigi Mercatelli, gobernador                                                    |                                         |
| Julio de 1921 a julio de 1925                   | Giuseppe Volpi, conte di Misurata, gobernador                                   |                                         |
| Julio de 1925 a 24 de enero de 1929             | Emilio De Bono, gobernador                                                      |                                         |
| 24 de enero de 1929 a 31 de diciembre de 1933   | Pietro Badoglio, gobernador                                                     |                                         |
| 1 de enero de 1934                              | Incorporación a Libia                                                           |                                         |
| 23 de octubre de 1942                           | Es administrada por los británicos                                              |                                         |
| Diciembre de 1942 a 26 de enero de 1943         | Maurice Stanley Lush, gobernador                                                |                                         |
| 1943 a 1946                                     | Travers Robert Blackley, administrador                                          |                                         |
| 1946                                            | Administrada por la ONU                                                         |                                         |
| 1946 a abril de 1949                            | Travers Robert Blackley, administrador                                          |                                         |
| Abril de 1949 a 24 de diciembre de 1951         | Travers Robert Blackley, presidente                                             |                                         |
| 24 de diciembre de 1951                         | Incorporación a Libia                                                           |                                         |

- Datos: Q192435
- Multimedia: Tripolitania / Q192435